# New York Yankees (AAFC)
| New York Yankees                                          | New York Yankees                                          |
| Gegründet 1946 – Aufgelöst 1949 Spielten in New York City | Gegründet 1946 – Aufgelöst 1949 Spielten in New York City |
| --------------------------------------------------------- | --------------------------------------------------------- |
| \| \| \| \| \| \|                                         |                                                           |
| Liga                                                      |                                                           |
| - All-America Football Conference AAFC East (1946-1948)   |                                                           |
| Personal                                                  |                                                           |
| Besitzer                                                  | Dan Topping                                               |
| Head Coach                                                | Ray Flaherty                                              |
| Erfolge                                                   |                                                           |
| Meisterschaften (0)                                       |                                                           |
| Division-Siege (2) - AAFC East 1946, 1947                 |                                                           |
| Play-off-Teilnahmen (3) - 1946, 1947, 1949                |                                                           |
| Stadien                                                   |                                                           |
| - Yankee Stadion                                          |                                                           |
|                                                           |                                                           |
|                                                           |                                                           |

Die New York Yankees waren eine American-Football-Mannschaft, die in der All-America Football Conference spielte.

## Gründung
Im Jahr 1944 wurde als Konkurrenzliga zur National Football League (NFL) die AAFC ins Leben gerufen. Gegründet wurde die Liga von einem Sportjournalisten aus Chicago, der zahlreiche an Football interessierte Investoren um sich versammeln konnte. Die Liga vergab acht Franchises. Eine Spielberechtigung erwarb Dan Topping, der bereits Geschäftsanteile an dem gleichnamigen Baseballteam New York Yankees und dem NFL Team der Brooklyn Dodgers hielt. Zum Geschäftsführer der Liga wurde das ehemalige Mitglied der Four Horsemen of Notre Dame Jim Crowley ernannt. Jede Mannschaft war für die Aufstellung ihres Kaders selbst verantwortlich. Topping brachte zahlreiche Spieler der Dodgers, die 1945 ihren Spielbetrieb einstellen mussten, in die Mannschaft mit ein. Zudem verpflichtete er Ray Flaherty, einen ehemaligen Spieler der New York Giants und späteres Mitglied der Pro Football Hall of Fame, als Trainer der Mannschaft. Die AAFC nahm im Jahr 1946 den Spielbetrieb auf. Spielstätte der Yankees war das Yankee Stadium.

## Erfolge

### Spieljahr 1946
Die Yankees sollten sich sofort als eines der Spitzenteams der AAFC etablieren. 1946 konnte die Mannschaft zehn von 14 Spielen gewinnen, was ihnen den Einzug in das AAFC Meisterschaftsspiel einbrachte. Dort trafen die Yankees auf ihren härtesten Widersacher in der Liga, die Cleveland Browns, an deren Erfolge sie nie herankommen sollten und die sie während ihrer vier Jahre andauernden Existenz auch nie besiegen konnten. Die Browns wurden von Paul Brown betreut und konnten sich im Endspiel mit 14:9 durchsetzen.

### Spieljahr 1947
Im Jahr 1947 trafen die beiden Mannschaften erneut im Endspiel aufeinander. Die Yankees hatten in der regular Season elf von 14 Spielen gewonnen, mussten sich aber dann im Meisterschaftsspiel mit 14:3 geschlagen geben.

### Spieljahr 1948
Die Saison 1948 begann für die Yankees wenig erfolgreich. Sie konnten nur eines von vier Spielen gewinnen und Flaherty musste daraufhin seinen Trainerposten aufgeben. Der neue Trainer des Teams Red Strader konnte zwar eine ausgeglichene Bilanz vorweisen, aber eine Qualifikation für die erstmals ausgetragenen Play-offs gelang ihm mit seinem Team nicht.

### Spieljahr 1949
Vor der Saison wurden die Yankees mit den Brooklyn Dodgers (AAFC) vereint. Trainer der Mannschaft blieb Strader. Das Team gewann acht von 14 Spielen und zog mit dieser Bilanz in die Play-offs ein, wo man auf die San Francisco 49ers traf, die sich mit 17:7 durchsetzen konnten.
Die AAFC stellte nach dieser Saison aufgrund finanzieller Probleme ihren Spielbetrieb ein. Die Yankees wurden im Gegensatz zu den Browns und den 49ers nicht in die NFL übernommen. Die Spieler der Mannschaft wurden unter den NFL-Teams aufgeteilt, einen nicht unwesentlichen Teil übernahmen die New York Giants.

## Mitglieder in der Pro Football Hall of Fame
- Ray Flaherty
- Bruiser Kinard
- Tom Landry
- Ace Parker
- Arnie Weinmeister

## Weitere namhafte Spieler
- Pug Manders
- Otto Schnellbacher
- Perry Schwartz